# عن الحب وشياطين أخرى
عن الحب وشياطين أخرى (بالإسبانية: Del amor y otros demonios) هي رواية للمؤلف الكولومبي غابرييل غارثيا ماركيث، نشرت لأول مرة عام 1994. ويدّعي غارثيا ماركيث في مقدمة العمل أن الرواية هي تمثيل خيالي لأسطورة أخبرته بها جدته حين كان صغيراً عن فتاة عمرها 12 سنة ذات الشعرِ النحاسيِ المتدفّق الطويل الذي يواصل النمو بعد موتها.
إطار هذه القصة كان فقط بعد تنقيب القبور الذي كان غابريل غارثيا ماركيث شاهداً عليه حيث تم العثور على قبرِ بنت شابة مماثلة ذات الشعرِ الأحمرِ الطويل وقد كان ذلك هو ما ألهمه لكتابة  عن الحب وشياطينِ أخرى . وقالت ماريانا سولانيت في كتاب غابرييل غارثيا ماركيث للمبتدئين بأن هذا المصدر كان مخترعاً، أشارت أيضاً إلى قصة في تاريخ كارتاجينا لدانيال ليميتر حيث عثر عليها ماركيث أثناء بحث أقامه ل الحب في زمن الكوليرا. وتم إقامة أوبرا عن الحب وشياطين أخرى عام 2008 في مهرجان جلايندبورن.

## الحبكة
تدور أحداث الرواية في القرن الثامن عشر، في مدينة كارتاهينا دي إندياس الساحلية الكولومبية. سييربا ماريا دي لوس أنخليس هي ابنة المركيز إغناسيو وزوجته برناردا البالغة من العمر اثني عشر عامًا. لم يتم قص شعرها أبدًا، وقد وُعِد به للقديسين عندما وُلدت والحبل السري ملفوف حول عنقها. لقد نشأت على أيدي العبيد، وتتحدث بطلاقة عدة لغات أفريقية، وتطلق على نفسها الاسم الأفريقي "ماريا ماندينغا".
أثناء سيرها في المدينة في عيد ميلادها، عضها كلب مسعور. في غضون بضعة أشهر، حذرت امرأة من السكان الأصليين، تُدعى ساغونتا، المركيز من طاعون وشيك من داء الكلب، ومن احتمال وفاة سييربا ماريا بسببه. يخبر الطبيب أبرينونسيو إغناسيو أن سييربا ماريا ليست في خطر الإصابة بداء الكلب؛ ومع ذلك، يُخضعها إغناسيو لطرق علاجية تعذيبية متعددة في محاولة لإنقاذها. يتشاور إغناسيو مع الأسقف، الذي يقنعه بأن سييربا ماريا ممسوسة من الشياطين ويجب طرد الأرواح الشريرة منها. يتم إرسالها إلى دير سانتا كلارا، على الرغم من أنها لا تزال لا تظهر أي أعراض لداء الكلب، لتلقي طرد الأرواح الشريرة، وهو إجراء مات بسببه الكثير من الناس.
تُعامل سييربا ماريا بقسوة في الدير؛ وصديقتها الوحيدة هي سجينة أخرى، الراهبة مارتينا لابوردي. الكاهن المُكلف بطرد الأرواح الشريرة منها، الأب كايتانو ديلورا، لطيف معها ويعتقد في البداية أنها لا تحتاج إلى طرد الأرواح الشريرة. يقع ديلورا في حب سييربا ماريا، على الرغم من أنها لا تزال باردة تجاهه. يطلب المركيز من ديلورا أن يعيد ابنته إليه؛ أولاً، يتشاور ديلورا مع أبرينونسيو، ثم يزور سييربا ماريا، ويقتنع في النهاية بأن سييربا ماريا ممسوسة بالفعل من قبل شيطان. يقوم الأسقف، بسبب عصيان ديلورا، بتجريده من منصبه وإرساله للخدمة في مستشفى للمصابين بالجذام. يواصل زيارة سييربا ماريا سراً، مستخدماً نفقاً للوصول إلى غرفتها؛ ويعترف بحبه لها. يأكلان وينامان ويتلوان الشعر معًا؛ وتنمو علاقتهما جسديًا، لكنها لا تكتمل. يتم استدعاء سييربا ماريا أخيرًا لطرد الأرواح الشريرة؛ ويتم قص شعرها. بعد طرد الأرواح الشريرة، يعد أسقف آخر بإخراجها من الدير، لكنه يموت قبل أن يتمكن من ذلك. يواصل ديلورا وسييربا ماريا رؤية بعضهما البعض حتى يتم إغلاق النفق بعد أن تمكنت مارتينا بنجاح من الهروب من الدير. تموت سييربا ماريا، التي تعذبها طقوس طرد الأرواح الشريرة والوحدة والجوع، في النهاية، دون أن تعرف أبدًا مكان ديلورا. ومع ذلك، يستمر شعرها في النمو من جسدها الميت.

## الشخصيات
- سييربا ماريا دي لوس أنخليس، بطلة الرواية، فتاة تبلغ من العمر 12 عامًا. وُلدت لعائلة كريولية ثرية، وتجاهلها والداها ونشأت على أيدي العبيد الأفارقة.
- كايتانو ألسينو ديل إسبيريتو سانتو ديلورا إي إسكوديرو، كاهن وأمين مكتبة، يبلغ من العمر 36 عامًا، تم تكليفه بطرد الأرواح الشريرة من سييربا ماريا، لكنه يقع في حبها بدلاً من ذلك.
- إغناسيو دي ألفارو إي دوينياس، مركيز كاسالديرو، والد سييربا ماريا، يبلغ من العمر حوالي 64 عامًا. وهو رجل طيب ذو شخصية ضعيفة وخجولة وغير مبالية؛ يُلمح إلى أنه يعاني من إعاقة ذهنية خفيفة.
- برناردا كابريرا، والدة سييربا ماريا، امرأة مستيزا وابنة مشرف على العبيد، تبلغ من العمر حوالي 35 عامًا. تزوجت من إغناسيو بعد أن حملت منه بسبب علاقتهما الجنسية. وهي مدمنة على الكاكاو، وتكره زوجها وابنتها.
- دومينغا دي أدفينتو، عبدة من اليوروبا ورئيسة الخدم في المنزل، وهي التي ربت سييربا ماريا.
- أبرينونسيو دي سا بيريرا كاو، طبيب يهودي برتغالي معروف بأساليبه غير التقليدية. يأتي اسمه الأخير، كاو، من الكلمة البرتغالية للكلب، cão.
- دون توريبيو دي كاسيريس إي فيرتوديس، الأسقف.
- خوسيفا ماريا، رئيسة الدير، التي تكره سييربا ماريا.
- مارتينا لابوردي، راهبة مسجونة في الدير لقتلها راهبتين أخريين.

## التحليل
تكرر الرواية موضوعًا شائعًا موجودًا في أعمال غارسيا ماركيز وهو الحب الممنوع، وتجاوز القواعد المجتمعية التي تحرم الحب. وُصفت رواية عن الحب بأنها جزء من "ثلاثية غرامية"، مع الروايتين الأخريين وهما وقائع موت معلن والحب في زمن الكوليرا. حبكة الرواية متأثرة بمسرحية الكاتب المسرحي البرتغالي جيل فيسنتي كوميديا دي روبينا؛ كما أن نقش وقائع موت معلن مأخوذ أيضًا من كوميديا دي روبينا. بالإضافة إلى ذلك، يستشهد ديلورا بشعر غارسيلاسو دي لا فيغا طوال القصة. يجادل أنيبال غونزاليس بأن عن الحب هو رد على مأدبة أفلاطون، حيث أن حياة سييربا ماريا هي إعادة سرد لنسخة سقراط من الحب.
يرى النقاد الرواية على أنها نقد للاستعمار والمؤسسات مثل الكنيسة الكاثوليكية. يجادل غريغوري أوتلي بأن الكنيسة تعامل سييربا ماريا على أنها مجنونة بسبب ارتباطاتها بالثقافة الأفريقية، وترغب في "علاجها" من تربيتها الأفريقية. يجادل أرنولد م. بينويل بأنه في عن الحب، تسببت الكنيسة في وفاة سييربا ماريا، وبالتالي، ينتقدها ماركيز على أنها ليست أفضل من عضة كلب مسعور.
يُستخدم الأسقف، دون توريبيو، لتمثيل الكنيسة الكاثوليكية. يمثل جسده البدين تأثير الكنيسة؛ فهو يعيش في قصر قديم ومتهالك ويعاني من نوبات الربو، مما يمثل اضمحلال الكنيسة. يجادل بينويل بأن وزن توريبيو الزائد يمثل كنيسة لديها سلطة أكثر مما ينبغي؛ بالإضافة إلى ذلك، يجادل بأن توريبيو، مثل الكنيسة، يقمع ويدمر، بدلاً من أن يخدم، وهو فاسد روحياً. في النهاية، تخلق الكنيسة، في محاولتها لطرد الشياطين من سييربا ماريا، "الشياطين الأخرى" المذكورة في العنوان.

## الاستقبال والتأثير
تلقت رواية عن الحب وشياطين أخرى مراجعات إيجابية في الغالب. قدمت صحيفة نيويورك تايمز مراجعة إيجابية، وكتبت أن الرواية كانت "جولة قوة تعليمية تقريبًا، لكنها مؤثرة ببراعة". وبالمثل، تلقت الرواية مراجعة إيجابية من Kirkus Reviews، التي أشادت بالشخصيات والحبكة وأسلوب الكتابة. أشاد جون ليونارد بالرواية القصيرة بشكل كبير، لكنه شعر أن النهاية كانت متسرعة.
ألهمت الرواية فيلمًا بعنوان عن الحب وشياطين أخرى. في عام 2008، عُرضت أوبرا الحب وشياطين أخرى، للملحن المجري بيتر إيوتفوس لأول مرة في مهرجان غلايندبورن. سُمي الألبوم الثاني للمغنية الكولومبية الأمريكية كالي أوتشيس، Sin Miedo (del Amor y Otros Demonios)، على اسم الرواية.

## روابط خارجية
- Solanet, Mariana. Garcia Marquez for Beginners. New York: Writers and Readers, 2001. (بالإنجليزية)

## أنظر أيضا
- ليس للكولونيل من يكاتبه (1961)
- في ساعة نحس (1962)
- مئة عام من العزلة (1967)
- خريف البطريرك (1975)
- وقائع موت معلن (1981)
- الحب في زمن الكوليرا (1985)
- الجنرال في متاهته (1989)
- ذكرى عاهراتي الحزينات (2004)